# Ghiandola sottolinguale
La ghiandola sottolinguale (lat. glandula sublingualis) è una ghiandola salivare mucosa pari, posta nel pavimento della bocca. Tra le ghiandole salivari (le altre sono la parotide e la sottomandibolare) è la più piccola, misura da 25 a 30mm di spessore e pesa in media 3g. Ha forma ovalare, più appiattita in senso trasversale e disposta con il suo asse maggiore parallelamente al corpo della mandibola. Le ghiandole salivari, e quindi anche la sottolinguale, hanno il compito di produrre la saliva, un liquido ricco di enzimi e di anticorpi, necessario ad avviare il processo di scomposizione e digestione dei cibi e a proteggere bocca e gola dalle infezioni.

## Limitazioni
A differenza delle altre ghiandole salivari, la ghiandola sottolinguale non è contenuta in una loggia osteofibrosa più o meno chiusa , ma è immersa in un tessuto connettivo lasso che si insinua anche all'interno della ghiandola stessa. Questo spazio che si viene a formare prende il nome di loggia sottolinguale. 
La faccia esterna (o laterale) è convessa e prende rapporti con la faccia interna del corpo della mandibola, dalla quale viene accolta in un piccolo spazio che prende il nome di fossetta sottolinguale. 
La faccia interna (o mediale) si appoggia sui muscoli longitudinale inferiore della lingua e genioglosso ed è in rapporto con il nervo linguale, con l’arteria sottolinguale e con il dotto sottomandibolare (dotto di Wharton). 
Il margine superiore solleva la mucosa del pavimento orale determinando da ciascun lato del frenulo due sporgenze oblique, le pieghe sottolinguali. 
Il margine inferiore si pone nello spazio che si forma tra i muscoli miloioideo e genioglosso.
L'estremità anteriore giunge a contatto con quella del lato opposto dietro la sinfisi del mento.
L'estremità posteriore corrisponde al prolungamento anteriore della ghiandola sottomandibolare. 

## Vascolarizzazione
La vascolarizzazione è fornita dall'arteria sottolinguale, ramo dell'arteria linguale, a sua volta ramo della carotide esterna, e dall'arteria sottomentoniera ( o sottomentale), ramo della facciale.
Le vene si gettano nella vena sottolinguale, che affluisce alla vena linguale, che drena nella vena giugulare interna.

## Vasi linfatici
I vasi linfatici fanno capo ai linfonodi sottomandibolari.

## Innervazione
Le fibre parasimpatiche originano dal nucleo salivare superiore il ganglio sottolinguale tramite il nervo linguale. 
Le fibre ortosimpatiche, invece, provengono dal ganglio cervicale superiore e arrivano attraverso i rami perivascolari dei nervi carotidei esterni.

## Anatomia microscopica e secrezione
La ghiandola sottolinguale è classificata come ghiandola mista prevalentemente mucosa, in quanto la secrezione è prevalentemente mucosa.
Al microscopio ottico, quindi, saranno visibili molte cellule chiare, a secrezione mucosa (i preparati per la colorazione sciolgono il muco glucidico) e poche cellule colorate (quelle a secrezione sierosa). C’è inoltre la possibilità di vedere ghiandole semilunari di Giannuzzi, anche se la loro natura è probabilmente un artefatto.
Questa ghiandola può dirsi in realtà essere costituita da una serie di piccole ghiandole, di cui una è più voluminosa delle altre. 
La ghiandola più grande dà origine ad un unico dotto, che prende il nome di dotto sottolinguale maggiore (detto anche dotto di Bartolino, dal nome del figlio dell'anatomista danese Caspar Bartholin che lo ha descritto), che si apre in prossimità del dotto di Wharton.
Le ghiandole più piccole, invece, si dispongo in modo irregolare intorno alla ghiandola principale e danno origine ad una serie di dotti escretori (da 15 a 20 in media), che prendono il nome di dotti sottolinguali minori (spesso denominati nel complesso "dotto di Walther"). 
Tutti questi dotti si aprono poi indipendentemente nel solco alveolo dentale.
La secrezione di questa ghiandola corrisponde al circa 5% della saliva.

## Patologie
Le ghiandole salivari possono presentare un malfunzionamento, infettarsi, o essere ostruite da calcoli che si formano nei dotti.
In caso di malfunzionamento, le ghiandole salivari producono meno saliva, con conseguente secchezza delle fauci e carie, spesso associate anche a dolore.
Il medico può misurare il flusso di saliva oppure prelevare una biopsia del tessuto della ghiandola salivare.
A volte, le ostruzioni nei dotti che portano alle ghiandole salivari sono rimovibili, ma alcuni soggetti devono usare sostituti salivari.
Diversi sono i disturbi a carico delle ghiandole salivari:
-Malfunzionamento delle ghiandole salivari
-Calcolosi delle ghiandole salivari
-Infezione delle ghiandole salivari
-Edema delle ghiandole salivari
Il tumore delle ghiandole salivari è piuttosto raro e rappresenta meno dell'1% di tutti i tumori umani e il 2% circa dei tumori della testa e del collo.
Può comparire a qualsiasi età, ma in genere si sviluppa dopo i 60 anni e colpisce uomini e donne indifferentemente (solo un lieve aumento di incidenza negli uomini in età più avanzata).